# Kanna (Gunma)
Pour les articles homonymes, voir Kanna.
Kanna (神流町, Kanna-machi) est un bourg du district de Tano, dans la préfecture de Gunma, au Japon.

## Géographie

### Démographie
Au 1er février 2014, la population de Kanna s'élevait à 2 077 habitants répartis sur une superficie de 114,69 km2.